# Fernsehpreis
Ein Fernsehpreis ist eine Auszeichnung, die für besondere Leistungen rund um das Fernsehen vergeben wird. Im Gegensatz zu reinen Filmpreisen werden auch Nachrichtensendungen, Dokumentationen und Shows ausgezeichnet. Stärker noch als beim Film spielen Fernsehpreise (ihre Zahl liegt in Deutschland über hundert) in der Diskussion um Medienqualität eine tragende Rolle. Manche Fernsehpreise gelten als Gütesiegel für Fernsehqualität. Der Adolf-Grimme-Preis versteht sich beispielsweise als jährliche Definition von Qualitätsfernsehen, ein Ziel, das sich seit 1999 auch der Deutsche Fernsehpreis setzt.
Mit der Etablierung des Fernsehens als Massenmedium in den 1960er Jahren stellten die Fernsehpreise, die sich damals etablierten, die fernsehspezifischen Qualitäten in den Vordergrund. 1964 gründeten sich der Adolf-Grimme-Preis, der DAG-Fernsehpreis (später ver.di-Fernsehpreis), der Fernsehfilmpreis der Deutschen Akademie der Darstellenden Künste und der Prix Jeunesse.
Die Zielsetzungen und Wertungskategorien bei Fernsehpreisen sind sehr unterschiedlich, eine Standardisierung von Fernsehpreis-Kategorien gibt es nicht, in einigen Fällen werden die Preiskategorien sogar nach Verfügbarkeit potentieller Preisträger bestimmt. Es finden sich sowohl Fernsehpreise, die die „beste Fernsehsendung“ auszeichnen, als auch Auszeichnungen, die Drehbuch, Schauspieler, Nebendarsteller, Kamera, Schnitt etc. prämieren. Wie bei Filmpreisen ist es auch bei Fernsehpreisen gängige Praxis, dass die Preisträger von Jurys, Nominierungskommissionen oder Redaktionen, somit aus einem System von Fachleuten, bestimmt werden.

## Fernsehpreise

### Deutschland
- 3sat-Zuschauerpreis
- Auszeichnung der Deutschen Akademie für Fernsehen
- Bambi
- Bayerischer Fernsehpreis
- Bremer Fernsehpreis
- Civis – Europas Medienpreis für Integration Deutscher Fernsehpreis Information und Unterhaltung
- DAG-Fernsehpreis (1965 bis 2001)
- Deutscher Fernsehkrimipreis
- Deutscher Fernsehpreis
- Emil verliehen von TV Spielfilm
- Erich Kästner-Fernsehpreis der Babelsberger Medienpreise
- Fernsehfilmpreis der Deutschen Akademie der Darstellenden Künste
- Fernsehpreis der RIAS Berlin Kommission
- Goldene Europa
- Goldene Henne
- Goldene Kamera
- Goldener Bildschirm (& Silberner und Bronzener Bildschirm)
- Goldener Gong
- Goldener Löwe von Radio Luxemburg (fusionierte 1998 mit dem Telestar zum Deutschen Fernsehpreis)
- Grimme-Preis (bis 2010 Adolf-Grimme-Preis)
- Günter-Strack-Fernsehpreis
- Hans Abich Preis
- Hessischer Fernsehpreis
- Marler Fernsehpreis für Menschenrechte
- MFG-Star Baden-Baden
- MIRA Award
- Prix Jeunesse
- Robert-Geisendörfer-Preis
- Student Prince Award
- Telestar (fusionierte 1998 mit dem Goldenen Löwen von RTL zum Deutschen Fernsehpreis)
- ver.di-Fernsehpreis (2002 bis 2012, Nachfolger des DAG-Fernsehpreis)

### Europa
- Prix Europa
- Civis – Europas Medienpreis für Integration Europäische Union und Schweiz

### Kanada
- Gemini Award
- Rockie Award (Banff World Television Festival)

### Monaco
- Goldene Nymphe

### Niederlande
- Gouden Televizier-Ring
- De tv-beelden

### Österreich
- Romy
- Fernsehpreis der Österreichischen Erwachsenenbildung
- Axel-Corti-Preis
- Erich-Neuberg-Preis

### Russland
- Tefi, ein staatlicher Fernsehpreis, wobei alle Fernsehsender in Russland (auch regionale und bei einigen vielleicht unbekannte Sender) nominiert werden können. Der Tefi ist eine vergoldene Statue die Orpheus darstellen soll. Übertragen wird die Verleihung im 1. Programm (Perwy kanal).

### Schweden
- Aftonbladets TV-pris

### Schweiz
- Schweizer Fernsehpreis
- Schweizer Fernsehfilmpreis

### USA
- Emmy
- Golden Globe Award (auch Filmpreis)
- Satellite Award (auch Filmpreis)
- Saturn Award (auch Filmpreis)
- Teen Choice Award (auch Filmpreis)
- Young Artist Award (auch Filmpreis)
- Critics’ Choice Television Award
- Television Critics Association Award
- Television Programs of the Year des American Film Institute
- Writers Guild of America Award (auch Filmpreis)